# Soyedina
Soyedina is een geslacht van steenvliegen uit de familie beeksteenvliegen (Nemouridae). De wetenschappelijke naam van het geslacht is voor het eerst geldig gepubliceerd in 1952 door Ricker.

## Soorten
Soyedina omvat de volgende soorten:
- Soyedina alexandria Grubbs, 2006
- Soyedina calcarea Grubbs, 2006
- Soyedina carolinensis (Claassen, 1923)
- Soyedina interrupta (Claassen, 1923)
- Soyedina kondratieffi Baumann & Grubbs, 1996
- Soyedina merritti Baumann & Grubbs, 1996
- Soyedina nevadensis (Claassen, 1923)
- Soyedina potteri (Baumann & Gaufin, 1971)
- Soyedina producta (Claassen, 1923)
- Soyedina vallicularia (Wu, 1923)
- Soyedina washingtoni (Claassen, 1923)